# Brachyotum markgrafii
Brachyotum markgrafii är en tvåhjärtbladig växtart som beskrevs av John Julius Wurdack. Brachyotum markgrafii ingår i släktet Brachyotum och familjen Melastomataceae. Inga underarter finns listade i Catalogue of Life.